# Intel 4004

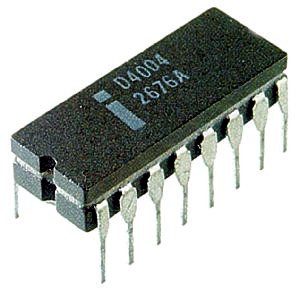
Intel 4004

Intel 4004 é uma Unidade Central de Processamento com 4-bits. Fabricado pela Intel Corporation em 1971, foi o primeiro microprocessador comercialmente disponível pela Intel em um chip simples, assim como o primeiro disponível comercialmente. O design dos chips começou em abril de 1970, quando Federico Faggin se juntou à Intel, e foi concluído sob sua liderança em janeiro de 1971. A primeira venda comercial do 4004 totalmente operacional ocorreu em março de 1971 para a Busicom do Japão, para o qual foi originalmente projetado e construído como um chip personalizado. Em meados de novembro do mesmo ano, com o anúncio profético anunciando uma nova era na eletrônica integrada, o 4004 foi comercializado no mercado geral. O 4004, a primeira CPU monolítica comercialmente disponível, totalmente integrada em um pequeno chip. Essa aparência de integração foi possível graças ao uso da tecnologia de porta de silício, então nova, para circuitos integrados, desenvolvida originalmente por Federico Faggin (com Tom Klein) na Fairchild Semiconductor em 1968, que permitiu o dobro do número de transistores de lógica aleatória e um aumento de velocidade em um fator de cinco em comparação com a tecnologia de porta de alumínio MOS em exercício. Faggin também inventou a carga de inicialização com porta de silício e o "contato enterrado", melhorando a velocidade e a densidade do circuito em comparação com o portão de alumínio. O microprocessador 4004 é uma dos 4 chips que constituem o conjunto MCS-4, que inclui a 4001 ROM, 4002 RAM e 4003 Shift Register.Com esses componentes, pequenos computadores com diferentes quantidades de memória e instalações de E/S podem ser criados.
Embora projetado originalmente para ser um componente de calculadoras, o 4004 logo encontrou muitos usos. A Intel iniciou um processo que logo fez alguns outros fabricantes de chips a embarcar em projetos para desenvolverem firmemente os microprocessadores mais capazes, o que gerou a tendência que criou as indústrias multibilionárias dos microprocessadores e dos microcomputadores atuais.

## História
Marcian “Ted" Hoff contribuiu com a proposta arquitetônica para o MCS-4 em 1969, mas ele não era um projetista de chips (chip designer) e não participou em seu projeto (design) e desenvolvimento. O projeto começou mais tarde, em abril de 1970, quando Federico Faggin, um físico nascido na Itália, se juntou a Intel como líder de projeto e projetista da família MCS-4. Faggin foi o primeiro projetista de chips que obteve sucesso integrando uma CPU em um único chip (o Intel 4004, o primeiro microprocessador do mundo), em 1970-1971. A Intel contratou o Faggin da Fairchild onde ele tinha desenvolvido a original tecnologia de porta de silício (silicon gate technology: SGT) com portas auto-alinhadas (self-aligned gates) em 1968 e também tinha criado o primeiro circuito integrado comercial do mundo usando a tecnologia de porta de silício: o Fairchild 3708. Na Intel, Federico Faggin criou uma nova metodologia de projeto em porta de silício que ainda não existia (porque a tecnologia SGT era muito nova e somente tinha sido usada para construir memórias) e contribuiu em muitas outras invenções indispensáveis para a criação do primeiro microprocessador em um único chip, por exemplo: a invenção do "contato enterrado" um método para criar contato direto entre o silício poli cristalino e as junções que permitiram dois níveis de interconexões, um com silício e o outro com alumínio; a invenção do “bootstrap loads” em inglês, permitindo que a saída da porta tenha a mesma voltagem da fonte, usando silício poli cristalino (uma ideia então considerada impossível de alcançar); um layout muito inovador; a invenção de muitos circuitos especiais, por exemplo um novo registro estático de deslocamento, um novo tipo de contador e um novo circuito automático de reset (Reset ao-Ligar (Power-on Reset - PoR) em inglês) (patente 3 753 011). Masatoshi Shima, um designer de lógica e software da Busicom, sem qualquer experiência prévia em projeto de chips, ajudou ao Faggin no desenvolvimento do MCS-4 e mais tarde se juntou a ele na Zilog, a primeira empresa exclusivamente dedicada a microprocessadores, fundada por Federico Faggin e Ralph Ungermann ao término de 1974. Faggin e Shima desenvolveram juntos o microprocessador Z80, ainda em produção até os dias atuais.